# ソニー・エンタテインメント
ソニー・エンタテインメント（英語: Sony Entertainment, Inc.）は、アメリカ合衆国ニューヨーク州ニューヨークに本社を置く、多国籍エンターテイメント企業である。日本のソニーグループのアメリカ法人であるソニー・コーポレーション・オブ・アメリカ（ソニー・アメリカ）の子会社。コロンビア ピクチャーズなどを所有するソニー・ピクチャーズ、ソニー・ミュージックなどを展開している。

## 歴史
2012年3月30日に、ソニー・ピクチャーズ エンタテインメントの共同議長兼CEOであるマイケル・リントンがソニー・アメリカのCEOに任命され、翌年ソニー・エンタテインメントのCEOとなった。

### 合併騒動
2016年12月にソニーが映画事業であるソニー・ピクチャーズ エンタテインメントとPlayStationなどのゲーム事業であるソニー・インタラクティブエンタテインメントを統合（合併）することで米国事業の再編を検討していることが報告され、一部の米国新聞の報道によると、このような再編はソニー・ピクチャーズをソニー・インタラクティブのCEOであるアンドリュー・ハウスのもとに置いていたが、ハウスはソニーの映画スタジオの運営を引き継いでいなかった。また、資料によると、ソニーは翌年（2017年）の3月の会計年度末までにテレビ、映画、ゲーム事業の合併について最終決定を下す予定だったが、2017年のソニーからの公式発表で、映画とゲーム部門の合併はしなかった。
2019年7月17日、ソニーは、ソニー・ミュージックエンタテインメントとテレビ部門のSony / ATV Music Publishingを統合してソニー・ミュージック・グループ（英語: Sony Music Group）を設立すると発表し、合併は2019年8月1日に完了した。

## 利益
2019年時点で、ユニバーサル・ピクチャーズを所有するNBCユニバーサル（コムキャスト）、パラマウント・ピクチャーズを所有するパラマウント・グローバル（ナショナル・アミューズメンツ）、ワーナー・ブラザース・ピクチャーズを所有するワーナー・ブラザース・ディスカバリー、ウォルト・ディズニー・ピクチャーズを所有するウォルト・ディズニー・カンパニーと並んで、利益を出している多国籍エンターテインメント企業となっており、ビッグ5の一つになっている。

## 部門・子会社

### ソニー・ピクチャーズ・エンタテインメント
- ソニー・ピクチャーズ エンタテインメント (日本) - 日本法人
- ソニー・ピクチャーズ・スタジオ
- ソニー・ピクチャーズ テレビジョン
  - Crunchyroll
  - AXN

#### ソニー・ピクチャーズ モーション ピクチャー グループ
- コロンビア ピクチャーズ
  - ゴースト・コープ
- トライスター ピクチャーズ
  - トライスター・プロダクションズ
- ソニー・ピクチャーズ クラシックス - インディペンデント映画等の配給
- スクリーン ジェムズ
- ソニー・ピクチャーズ・ワールドワイド・アクイジションズ
  - アファーム フィルムズ
  - ステージ 6 フィルムズ
  - デスティネーション・フィルムズ
- ソニー・ピクチャーズ ホームエンタテインメント - 家庭向けのBD・DVD・VHS・UMD等の販売
- ソニー・ピクチャーズ・イメージワークス - 大手VFX会社
- ソニー・ピクチャーズ アニメーション

### ソニー・ミュージック・グループ
- ソニー・ミュージックエンタテインメント
  - コロムビア・レコード
  - エピック・レコード
  - RCAレコード
  - アリスタ・レコード
  - The Orchard
  - Syco（50%）
- ソニー・ミュージックパブリッシング
  - イーエムアイ音楽出版（英語版）
  - APMミュージック
  - Extreme Music
  - Hickory Records
  - EMI・プロダクション・ミュージック